# 斯特凡纳·迪雅里克
斯特凡纳·迪雅里克·德拉里維埃（法語：Stéphane Dujarric de la Rivière，1965年8月20日—）是聯合國秘書長安東尼奧·古特雷斯的發言人。他於2014年2月19日被前任秘書長潘基文任命為該職位。杜加里克曾於2005年至2006年擔任聯合國秘書長科菲·安南的發言人，隨後於2006年至2007年擔任秘書長潘基文的副通訊主任。

## 職業生涯
在目前的任命之前，迪雅里克是聯合國新聞部的新聞和媒體主任，他自2011年3月以來一直擔任這一職務。在這個職位上，他負責監督聯合國的電視、廣播和圖片業務。他協調聯合國主要新聞網站的工作，以八種語言運作。他所在的司還負責媒體聯絡和核證，為國際記者團提供後勤支持和信息，並負責聯合國正式會議的報導，為媒體、代表團和公眾製作書面報導，如新聞稿、會議摘要和官方聲明和講話的傳播。
在這項任務之前，杜雅里克是聯合國開發計劃署（UNDP）的通訊主任。
迪雅里克於2005年被任命為聯合國秘書長科菲·安南的首席發言人，此前他於2000年加入聯合國擔任助理發言人。在擔任發言人期間，他每天為聯合國記者團舉行簡報會，並面對一些危機的提問，特別是石油換食品計畫和以色列-黎巴嫩衝突。安南離開後，杜加里克擔任秘書長潘基文的副通訊主任。2014年2月19日，宣布迪雅里克將再次成為聯合國秘書長的發言人，接替擔任該職位四年的馬丁·內西爾基。
在加入聯合國之前，迪雅里克在美國廣播公司電視台工作了近10年，在該電視台的紐約、倫敦和巴黎新聞局擔任各種職務。他在歐洲、非洲和中東地區廣泛地執行任務，報導重大新聞。
杜雅里克出生於法國，在過去40年的大部分時間裡一直居住在美國。他畢業於喬治城大學外事学院。